# Arnes
Arnes egy község Spanyolországban, Tarragona tartományban. Arnes Horta de Sant Joan, Alfara de Carles, Beceite, Cretas és Lledó községekkel határos. Lakosainak száma 463 fő (2024).

## Népesség
A település népessége az elmúlt években az alábbi módon változott:
| Lakosok száma | 417  | 1280 | 1160 | 800  | 557  | 514  | 505  | 474  | 455  | 463  |
|               | 1717 | 1900 | 1940 | 1960 | 1986 | 2005 | 2010 | 2014 | 2019 | 2024 |